# Calmeyn
Calmeyn is een geslacht waarvan leden sinds 1912 tot de Belgische adel behoren.

## Geschiedenis
De bewezen stamreeks gaat terug tot Maillard Calmeyn, afkomstig van Passendale die burger werd van Ieper na zijn huwelijk in 1490, eerste vermelding van dit geslacht. Vanaf de stamvader leverde het geslacht bestuurders op, als eerste in Ieper. In 1912 werd Georges Calmeyn (1858-1919) verheven in de erfelijke Belgische adel. In 1919 verkreeg een volle nicht van hem, Hélène Calmeyn (1858-1934), uit hoofde van haar overleden echtgenoot, oud-minister Julien Davignon, de persoonlijke titel van burggravin.
De familie is eigenaresse van het domein (van ca. 50 hectare) met het in 1852-1853 gebouwde kasteel van Drogenbos dat door telgen wordt bewoond en circa 20 procent van het grondoppervlak van de gemeente beslaat. Het geslacht leverde enkele burgemeesters van Drogenbos. 
Anno 2019 leefden er nog vijf adellijke mannelijke telgen, de laatsten geboren in 1982, van wie drie ongehuwd; de jongste generatie telt geen mannelijke telgen.

### Wapenbeschrijving
- 1912: In blauw een gouden keper, vergezeld van drie gouden penningen, elk beladen met een vijfblad van het veld. Het schild gedekt met een goud-getralieden, gehalsbanden en omboorden zilveren helm, gevoerd en gehecht van rood, met wrong en dekkleeden van goud en blauw. Helmteeken: een penning van het schild, tusschen twee afgewende blauwe vleugels.

## Enkele telgen
Jhr. Georges Calmeyn (1858-1919)
- Jhr.  Frédéric Calmeyn (1885-1957)
  - Jhr. Robert Calmeyn (1927), oud-luitenant-kolonel, chef de famille
  - Jkvr. Patricia Calmeyn (1928-2018), bewoonster met haar broer van kasteel Drogenbos
  - Jhr. Charles Calmeyn (1932-2019), bewoner met zijn zus van kasteel Drogenbos
  - Jhr. Jean Calmeyn (1933-2004), schepen en burgemeester van Drogenbos en Brabants provincieraadslid
    - Jhr. Frédéric Calmeyn (1968), vermoedelijke opvolger als chef de famille; anno 2019 ongehuwd
    - Jhr. Alexis Calmeyn (1973), burgemeester van Drogenbos
- Jhr. Pierre Calmeyn (1890-1945), burgemeester van Drogenbos
  - Jkvr. Marguerite Calmeyn (1915-2008); trouwde in 1942 met prof. ir. Pierre baron de Bethune (1909-1991), hoogleraar aan de Université Catholique de Louvain en de University of California, voorzitter van de Académie royale de Belgique

### Adellijke allianties
- Bormans (1913), Cogels (1937 en 2000), Terlinden (1941), De Bethune (1942), Pigault de Beaupré (1943), De la Kethulle de Ryhove (1951), De Meester de Ravestein (1972), Greindl (1967), Demeure (2007)

## Andere telg
- Pierre Calmeyn (1825-1890), volksvertegenwoordiger